# Carlos Peucelle
Carlos Desiderio Peucelle (Buenos Aires, 13 settembre 1908 – Buenos Aires, 1º aprile 1990) è stato un calciatore e allenatore di calcio argentino, di ruolo attaccante.

## Carriera

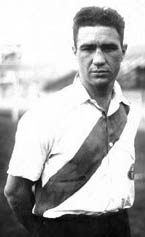

Peucelle crebbe in vari club calcistici di Buenos Aires e della relativa provincia. Nel 1931 passò dallo Sportivo Buenos Aires al River Plate per la cifra (per quel tempo altissima) di 10 000 pesos, tanto da meritarsi il soprannome de "El primer millonario". È noto per essere stato il mentore calcistico del giovanissimo Alfredo di Stéfano.
Con il River Plate vinse quattro titoli nazionali, militandovi fino alla chiusura di carriera nel 1941.
Con la nazionale argentina vinse due edizioni del Campeonato Sudamericano de Football (precursore dell'attuale Coppa America). Partecipò anche ai mondiali del 1930 in Uruguay, in cui segnò il primo dei due goal argentini nella finale contro l'Uruguay, pareggiando il gol di Dorado, partita alla fine persa per 4-2 dall'Argentina.
Dopo il ritiro, allenò lo stesso River Plate e, sempre in Argentina, il San Lorenzo. Sedette anche sulle panchine di club di altri Paesi latino-americani: il Deportivo Saprissa in Costa Rica, lo Sporting Cristal in Perù, l'Olimpia in Paraguay e il Deportivo Cali in Colombia. Proprio in quest'ultimo Paese, Peucelle fondò la prima scuola di calcio colombiana.

## Statistiche
| Stagione  | Squadra               | Serie | Presenze | Reti |
| 1927-1928 | Sporting Buenos Aires | A     | 33       | 5    |
| 1928-1929 | Sporting Buenos Aires | A     | 37       | 10   |
| 1929-1930 | Sporting Buenos Aires | A     | 37       | 16   |
| 1930-1931 | River Plate           | A     | 30       | 10   |
| 1931-1932 | River Plate           | A     | 38       | 14   |
| 1932-1933 | River Plate           | A     | 38       | 16   |
| 1933-1934 | River Plate           | A     | 36       | 16   |
| 1934-1935 | River Plate           | A     | 38       | 7    |
| 1935-1936 | River Plate           | A     | 38       | 12   |
| 1936-1937 | River Plate           | A     | 38       | 21   |
| 1937-1938 | River Plate           | A     | 38       | 9    |
| 1938-1939 | River Plate           | A     | 38       | 12   |
| 1939-1940 | River Plate           | A     | 38       | 12   |
| 1940-1941 | River Plate           | A     | 35       | 14   |

## Palmarès

### Club

#### Competizioni nazionali
- Campionato argentino: 4

River Plate: 1932, 1936, 1937, 1941

### Nazionale
- Campeonato Sudamericano de Football: 2

Argentina 1929, Argentina 1937
- Copa Lipton: 2

1928, 1937
- Copa Newton: 2

1928, 1937